# Amalie Claussenová

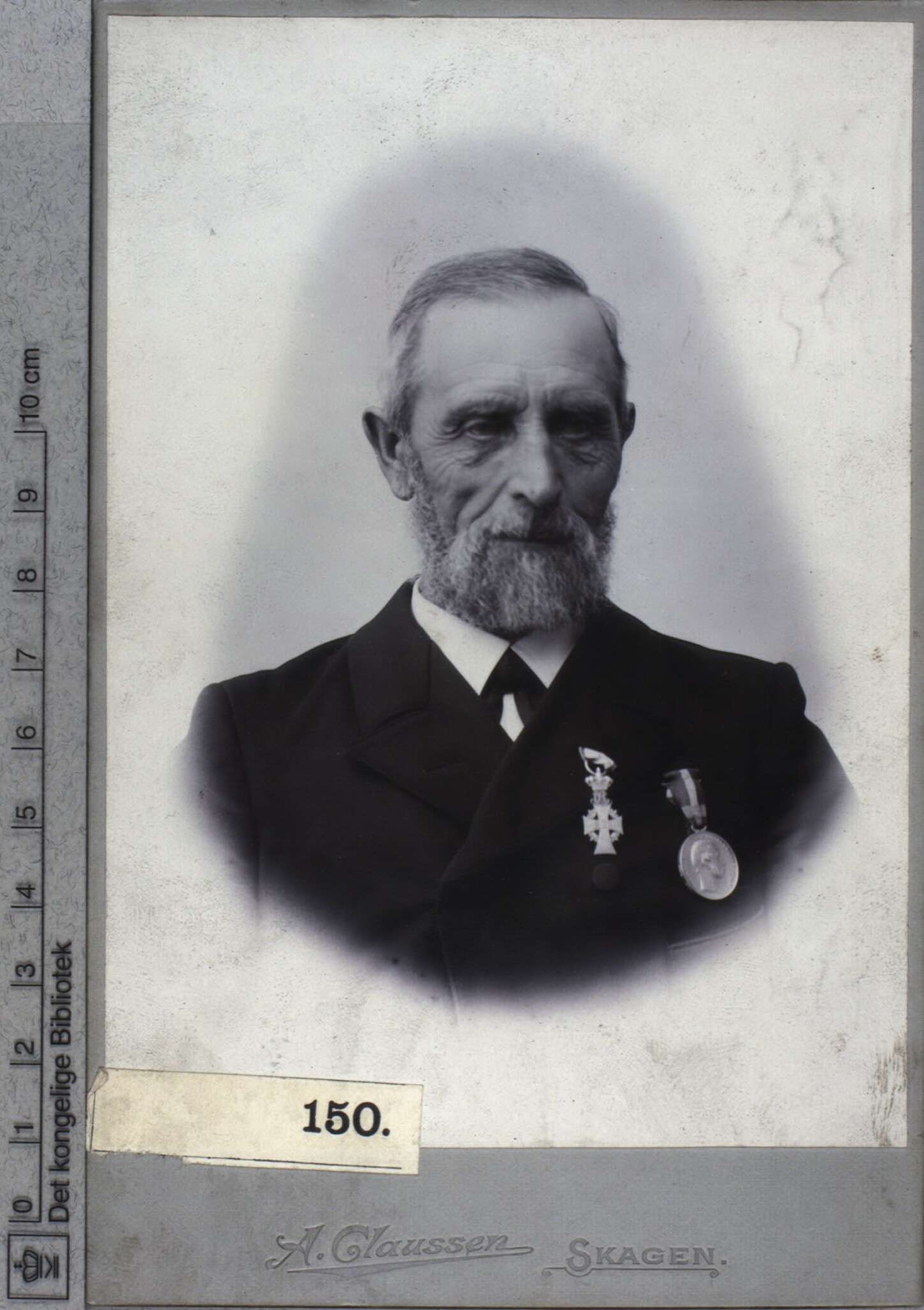
Amalie Claussenová: obchodník s rybami Hans Christian Jensen Bagh, Skagen, 1880–1910

Amalie Claussenová, také Emma Claussenová, (nepřechýleně Amalie Claussen; 9. listopadu 1859 – 4. ledna 1950) byla dánská fotografka z dalekého severu Jutska. Poté, co nejprve pracovala jako učitelka, začala v polovině 90. let 19. století fotografovat, aby uspokojila své umělecké ambice. Je známá především svými portréty a krajinami, které pořídila během svého působení ve Skagenu. Po roce 1894 provozovala ateliér v Brønderslevu a od roku 1897 ve Skagenu.

## Raná léta a vzdělání
Claussenová se narodila 9. listopadu 1859 v Ugiltu poblíž Hjørringu jako dcera lesníka Henricha Wilhelma Claussena a jeho manželky Ane Hedevig Cortsenové. Vyrostla poblíž vesnice Børglum mezi Hjørringem a Frederikshavnem, protože její otec pracoval na panství Børglum Abbey. 
Claussenová již v mladém věku projevila zájem o umění, od svých osmi let kreslila výjevy z okolní krajiny. Poté, co její otec zemřel, když jí bylo 14 let, byla inspirována k psaní poezie ve sbírce nazvané Gisninger (Dohady), ve které dokumentovala své náboženské a existenciální myšlenky. Své vzdělání dokončila na učitelské škole pro ženy v Kodani. 

## Kariéra
V polovině 80. let 19. století otevřela školu ve Frederikshavnu, ale brzy poté odešla do Vídně studovat malířství. Ke konci dvacátých let se začala zajímat o hypnózu a spiritismus. V důsledku toho publikovala řadu náboženských děl, včetně Mit Livssyn (Můj pohled na život, 1905) a En ny Reformation (Nová reformace, 1925). 
Po návratu z Vídně pracovala krátce jako fotografka v Aarhusu, ale poté odešla do Norska studovat parapsychologii. V polovině 90. let 19. století se vrátila do Dánska, kde se věnovala fotografii, otevřela si nejprve ateliér v Brønderslevu a od roku 1897 ve Skagenu, kde fotila portréty obyvatel města i jeho letních návštěvníků. Pořídila také řadu krajinářských fotografií Skagenu a jeho okolí, čímž prokázala své umělecké nadání. Při práci v odlehlém koutě Dánska prováděla také technické zpracování a rámování. Claussenová pracovala na plný úvazek jako fotografka až do roku 1929, kdy odešla do Frederikshavnu, kde žila v domě na pobřeží. Zemřela tam 4. ledna 1950. 